# 芳村正秉
芳村 正秉（よしむら まさもち、天保10年9月19日（1839年10月25日） - 大正4年（1915年）1月21日）は、美作国上福田（現在の岡山県真庭市蒜山上福田）出身の勤王の志士で神道家。号は「陽洲」(ようしゅう)。字は「均卿」（きんけい）。神習教初代管長。

## 生涯
医師芳村泰治の二男として美作国上福田に生まれる。母は新見藩士木山閑静の三女留乃。幼名は「謙輔（けんすけ）」。
弘化2年9月19日（1845年10月19日）、6歳の誕生日に祖母和記子に連れられて鎮守の御霊神社に参拝すると「芳村氏は大中臣の後裔にして、神道の家系に属し、異日千載不伝の神道を継ぎ、これを天下に明らかにすべし」との神託を祖母が受ける。
嘉永2年（1849年）5月、一人家を出て数十キロを歩き山田方谷を訪ね弟子入りを乞うが、親に行先を告げずに出てきたことを理由に諭され一晩泊った後に手紙を渡され上福田に帰される。翌嘉永3年（1850年）には、晴れて両親の許しを得て新見藩藩儒丸川松隠の孫丸川義三につき3年に亘り国学・漢学、そして槍術・剣術ほかを学ぶ。嘉永6年（1853年）より播磨国林田藩の河野鉄兜に入門し詩文・経史を学び、同時に国書、和歌を習う。
安政4年（1857年）京都に上る。京都では親子ほど歳の離れた梁川星巌と親しく交流しながら愛され、堀川の伊藤家に就き、仁斎の古学を学び、春日潜庵、藤井竹外、家里松嶹、江馬天江（正人）、山田梅東、板倉槐堂、山中静逸、宇田栗園、頼三樹三郎、月照上人らと交わり、これらを師として多くを学ぶ。安政の大獄が始まる直前の安政4年（1857年）に正秉の元にも幕府の追手が及ぶが、それを察知し鞍馬山に逃れる。鞍馬山では油屋の主人湯口徳兵衛の助けにより、由岐神社の拝殿に身を隠して生き延びる。この時、6歳の時に祖母に連れられて鎮守へ参拝に出かけた際に神託を受けた時の光景が突如として眼前に浮かび、自分の使命が神道家を目指すことであると悟る。
維新後、勤王の志士たちが仕官する中、固辞を続け故郷に戻り学校を建てようと考えていた正秉は、それを西郷隆盛に打ち明けると「そんな引っ込み思案は止めて、教部省で学校を建てようと思うから手伝ってくれ」と勧められ伊藤博文の説得に負け、仕官を考えるようになる。当時、交流のあった林靏梁、安井息軒らが正秉が神道に精通していることを知り、神祇官への奉職を勧め、明治2年（1869年）に神祇官に勤めるようになる。
明治6年（1873年）、神祇官は神祇省に変わり、神仏合同布教のための大教院の設立の話が持ち上がるが、「神仏合同布教は、油と水を混合するようなもので必ずや分離する」として正秉はこれに強く反対。しかし受け入れられないために神祇省を去り、神宮に奉職する。
大教院設立より半年後には、真宗の僧侶を中心に神仏合同布教を分離させる活動が活発になり、明治8年(1875年)5月3日大教院は解散となる。
これを予見した正秉は、諸教正と諮って日比谷の神宮司庁東京出張所内に神道事務局を設置するために尽力し、大教院が瓦解すると同時に神道は事務局に移り、その離散を免れた。
神宮に奉職すると祭主近衛忠房、本荘宗秀等と京都、大阪、福井、新潟を中心に神道の布教伝道を行い神宮教会、説教所である神風講社の設立に尽力する。
その後、神宮では出納課長、常務課長を歴任し、特に祭主久邇宮朝彦親王と大宮司田中頼庸と相談しながら、当時数十万円と莫大だった神宮の債務を3か年の計画を立てて償却した。この財務改革に当たっては、反対する者もおり正秉の暗殺を企てるものもいた。
神宮司庁東京出張所を設立し明治9年(1876年)6月より所長となり東京詰めとなる。
明治13年（1880年）9月2日、龍田神社宮司の辞令が下り、神宮から転出。しかし、神官と教導職の分離令の発令を予知し、着任せずに東京に残り、神道神習派（後の神習教）を設立する。